# Pindari
Los Pindari eran la caballería irregular que acompañaban al ejército de la Confederación Maratha en India durante el siglo XVIII, cuando el Imperio Mogol llegaba a su fin. La etimología de su nombre es incierta. Los Pindari se congregaban alrededor de líderes elegidos y cada banda estaba regida por uno o más líderes Maratha. Su característica principal es que no recibían pago, pero les era permitido quedarse con el botín, producto de sus saqueos.

## Surgimiento
Cuando las fuerzas regulares de los Maratha fueron derrotados en las campañas dirigidas por Sir Arthur Wellesley, primer duque de Wellington y por el primer vizconde Gerard Lake entre 1802 y 1804, los Pindari establecieron sus cuarteles generales en Malwa, reuniéndose cada año, a principios de noviembre para después entrar en territorio Británico en búsqueda de objetivos para saquear. En una de sus incursiones a la costa de Machilipatnam, asaltaron 339 villas, dejando un saldo de 682 personas muertas, torturando a 3600 y tomando como posesión propiedades con valor total de un cuarto de millón de libras esterlinas. En el periodo 1808-09 atacaron Guyarat y en 1812, Mirzapur. Para 1814, se estimaba que su número oscilaba entre los 25.000 y 30.000 guerreros.

## La Guerra Pindari
El Marqués Lord Hastings, con la aprobación de la Compañía Británica de las Indias Orientales, decidió derrotar y eliminar a los Pindari. Hastings obtuvo la autorización en septiembre de 1816 y comenzó la aplicación de sus planes a finales de 1817. Para ello, entró en acuerdos con otras fuerzas armadas activas en India, para después diseñar los movimientos militares para acorralar y exterminar a los Pindari. Esta campaña fue conocida como la Guerra Pindari, que se convirtió en la tercera y última guerra entre la Confederación Maratha y el Imperio Británico.
La estrategia militar fue muy compleja. Consistía en atacar a las fuerzas Pindari desde el norte y el oeste (desde Bengala), desde el este (con origen en Guyarat) y desde el sur (avanzando a partir de Deccan). Hastings reunió 120.000 hombres y 300 armas de artillería con el único fin de eliminar a los Pindari. Este ejército se subdividía en la Fuerza del Norte, con cuatro grupos a su mando; la Fuerza de Deccan, constituida por cinco grupos bajo el poder de Thomas Hislop y Sir John Malcolm. Las Fuerzas se movieron con rapidez y en enero de 1818, los Pindari fueron expulsados de Malwa.
Los Pindari fueron rodeados por el enorme ejército, todos comandados por Hastings. El ejército pindari ejerció poca resistencia y fueron completamente derrotados. El líder en turno de este grupo, Amir Khan aceptó las condiciones que se le ofrecieron: él y sus descendientes fueron Nawabs del estado de Tonk.